# Ерик (приток Егорлыка)
Ерик (в верховье Солёный) — ручей в Изобильненском районе Ставропольского края России. Является правым притоком на 286 км реки Егорлык. Ручей маловоден, основная подпитка — за счёт вод Правоегорлыкского канала. Также осуществляется сброс сточных вод из рыбоводных прудов села Птичьего.
По данным государственного водного реестра России Ерик относится к Донскому бассейновому округу, водохозяйственный участок реки — Егорлык от истока до Сенгилеевского гидроузла, речной подбассейн реки — бассейн притоков Дона ниже впадения Северского Донца. Речной бассейн реки — Дон (российская часть бассейна)